# Auguste Coutin (cocinero)
Auguste Louis Coutin fue un cocinero francés nacido el 7 de marzo de 1884 en Chambéry y fallecido durante el naufragio del Titanic en la noche del 14 al 15 de abril de 1912.
Después de haber trabajado en restaurantes parisinos y londinenses, trabajó primero en el trasatlántico Olympic desde 1911, y después en el Titanic durante su viaje inaugural en el Atlántico norte, pero murió durante su hundimiento. Su cuerpo nunca fue encontrado ni identificado.

## Biografía

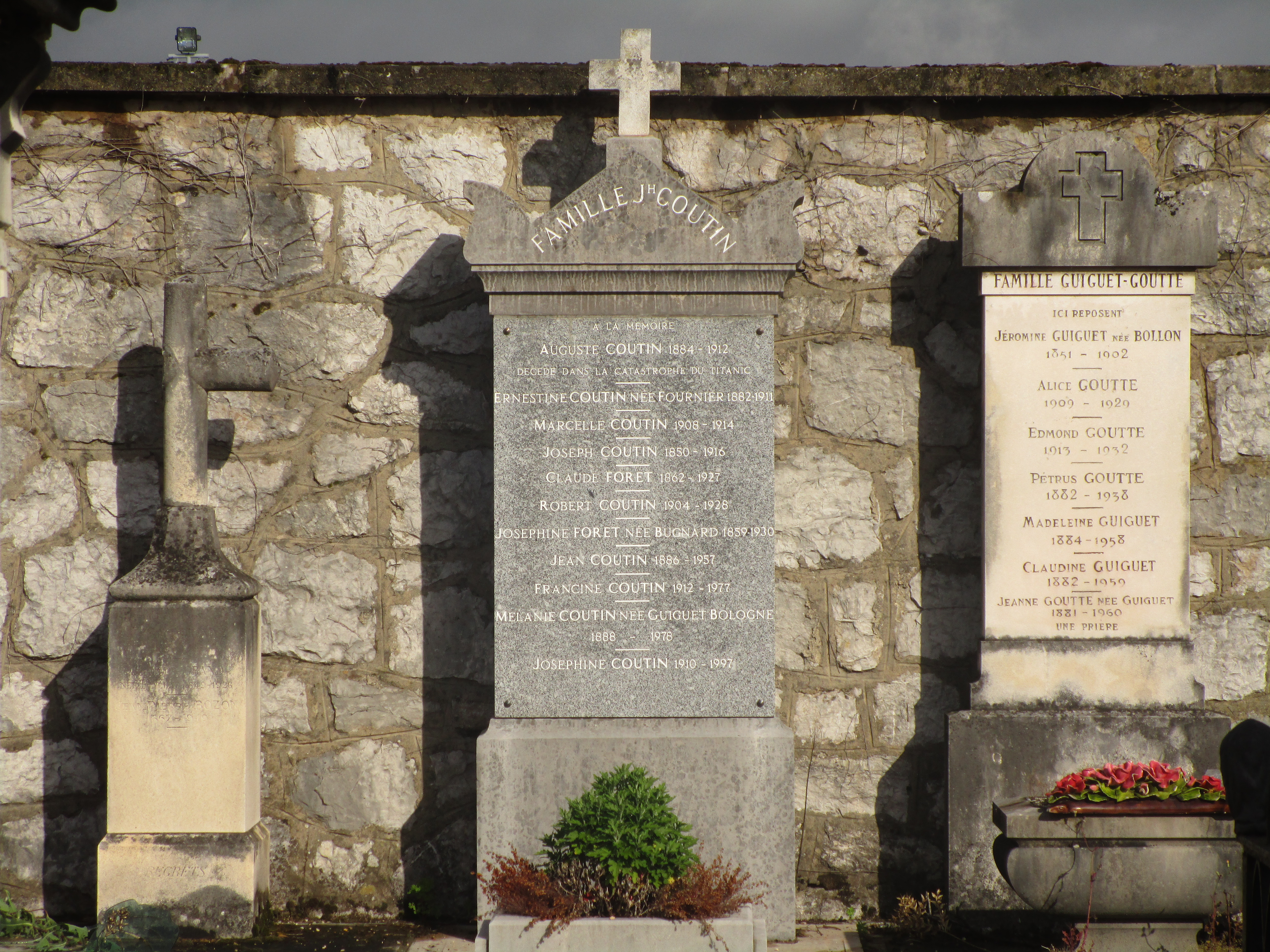
La tumba de la familia Coutin en el cementerio Charrière-Neuve de Chambéry-Bissy.

Auguste Louis Coutin fue un cocinero francés nacido el 7 de marzo de 1884 en Chambéry, Saboya. Era el primer hijo de Joseph Coutin (1850-1916), restaurador y propietario del Café Joseph Coutin en el 14, Rue Croix d'Or, y su esposa Joséphine Bugnard (1859-1930).
Aprendió a cocinar en el café de sus padres y después trabajó en restaurantes parisinos antes de ser contratado en 1904 por Luigi Gatti, chef italiano propietario de dos restaurantes en Londres. El 30 de mayo de 1905, Auguste se casó con Ernestine Fournier (1882-1911) con quien tuvo dos hijos: Robert (1904-1928), nacido el 18 de octubre de 1904, y Marcelle (1908-1914), nacida el 10 de junio de 1908.
En junio de 1911, el trasatlántico Olympic entró en servicio. El restaurante «a la carta» fue gestionado por Luigi Gatti que designó a Auguste como cocinero de las entradas; a los pocos días, el 19 de junio, su esposa Ernestine falleció. Envió entonces a su hijos a Chambéry para que sus padres cuidaran a los nietos.
Cuando entró en servicio el Titanic, gemelo del Olympic y buque insignia de la White Star Line, el equipo del restaurante «a la carta» del Olympic se mudó al completo al nuevo paquebote; pero, la noche del 14 de abril de 1912, el navío colisionó con un iceberg en el océano Atlántico en su ruta hacia Nueva York y se hundió en unas horas. Auguste murió en el naufragio, como el resto del equipo de Luigi Gatti; solo uno de sus más de sesenta empleados sobrevivió, aparte de sus únicas empleadas, dos cajeras.
Su cuerpo nunca fue encontrado o identificado. Sobre la tumba familiar, está inscrito « A la memoria de Auguste Coutin (1884-1912) / Fallecido en la catástrofe del Titanic».